# Black Metal Ist Krieg (A Dedication Monument)
Black Metal Ist Krieg (A Dedication Monument) ("Il Black Metal è guerra" in tedesco) è il secondo album della band black metal Nargaroth pubblicato nel 2001. La frase "Black Metal ist Krieg" è stata spesso oggetto di parodie.

## Tracce
1. Introduction – 2:13
2. Black Metal ist Krieg – 5:01
3. Far Beyond the Stars (Azhubham Haani cover) – 4:48
4. Seven Tears are Flowing to the River – 14:47
5. I Burn for You (Lord Foul cover) – 2:56
6. The Day as Burzum Killed Mayhem – 9:20
7. Píseň pro Satana (Root cover) – 2:40
8. Amarok - Zorn des Lammes III – 9:30
9. Erik, May you Rape the Angels – 6:58
10. The Gates of Eternity (Moonblood cover) – 5:04
11. Possessed by Black Fucking Metal – 6:33